# S/2015 (136472) 1
S/2015 (136472) 1, неофіційна назва MK2 — супутник карликової планети Макемаке. Був виявлений у квітні 2015 року командою науковців: Alex Parker, Marc Buie, Will Grundy, Keith Noll. Відкриття було оголошено 26 квітня 2016 року. Відкриття засноване на фотографіях космічного телескопа Хаббла, отримані ширококутною камерою 3, які проводилися 27 і 29 квітня 2015 року.

## Властивості
Він оцінюється в 175 км в діаметрі й має велику піввісь, принаймні 21 000 км від Макемаке. MK2 — дуже темний, у 1300 разів слабкіший, ніж карликова планета. Супутник має дуже темну поверхню. Цей супутник перебуває на орбіті, розташованій на відстані від 21 100 до 300 000 км від Макемаке, проте велика піввісь більше 100 000 км, ймовірно, не узгоджується з тим фактом, що об'єкт не було видно в попередніх пошукових кампаніях.